# Arnold J. Levine
Arnold J. Levine (30 juli 1939) is een Amerikaans moleculair bioloog. Levine ontving de Louisa Gross Horwitz-prijs voor Biologie of Biochemie in 1998 en was de eerste ontvanger van de Albany Medical Center Prize in Medicine and Biomedical Research in 2001 voor zijn ontdekking van het tumorsuppressoreiwit p53. Momenteel is hij professor systeembiologie in het Institute for Advanced Study aan de Universiteit van Princeton.

## Carrière
Levine ontdekte samen met zijn team het tumorsuppressoreiwit p53 in 1979, een eiwit dat betrokken is bij de regulatie van de celcyclus en een van de meest gemuteerde genen bij menselijke kanker. Hij was destijds professor biochemie van Princeton University. In 1979 trad Levine aan als voorzitter het Departement Microbiologie aan de Stony Brook School of Medicine. In 1984 keerde hij terug naar Princeton.
In 2002 werd Levine benoemd tot professor aan het Kankerinstituut van New Jersey in New Brunswick, en vervolgens een deel van de Robert Wood Johnson Medical School. Vrijwel gelijk aan deze benoeming werd Levine gastprofessor en vervolgens professor in Simons Center for Systems Biology aan het Institute for Advanced Study (IAS) in Princeton, New Jersey, waar hij sindsdien is aangebleven.
- Bibliothèque nationale de France: cb12283485g (data)
- Gemeinsame Normdatei: 124362036
- International Standard Name Identifier: 0000 0000 8160 7277
- Library of Congress Control Number: n83053139
- Nationale Bibliotheek van Tsjechië: nlk20050166482
- Nationale Bibliotheek van Israël: 987007264558905171
- Nederlandse Thesaurus van Auteursnamen: 072161809
- ORCID: 0000-0002-1871-6387
- Système universitaire de documentation: 031661904
- Virtual International Authority File: 84870818
- WorldCat: E39PBJyGR4vY67JXgmPpPG34v3